# Логан Тауншип (Нью-Джерсі)
Логан Тауншип (англ. Logan Township) — селище (англ. township) в США, в окрузі Глостер штату Нью-Джерсі. Населення — 6000 осіб (2020).

## Демографія
Згідно з переписом 2010 року, у селищі мешкали 6042 особи в 2087 домогосподарствах у складі 1635 родин. Було 2172 помешкання
Расовий склад населення:
| - 81,5 % — білих - 12,5 % — чорних або афроамериканців - 2,5 % — азіатів - 0,1 % — корінних американців - 1,1 % — осіб інших рас |

До двох чи більше рас належало 2,1 %. Частка іспаномовних становила 4,0 % від усіх жителів.
За віковим діапазоном населення розподілялося таким чином: 27,1 % — особи молодші 18 років, 66,1 % — особи у віці 18—64 років, 6,8 % — особи у віці 65 років та старші. Медіана віку мешканця становила 36,8 року. На 100 осіб жіночої статі у селищі припадало 96,7 чоловіків;  на 100 жінок у віці від 18 років та старших — 92,6 чоловіків також старших 18 років.
Середній дохід на одне домашнє господарство  становив 103 611 долар США (медіана — 87 200), а середній дохід на одну сім'ю — 116 863 долари (медіана — 104 342). Медіана доходів становила 71 843 долари для чоловіків та 54 643 долари для жінок. За межею бідності перебувало 6,1 % осіб, у тому числі 7,7 % дітей у віці до 18 років та 13,1 % осіб у віці 65 років та старших.
Цивільне працевлаштоване населення становило 3230 осіб. Основні галузі зайнятості: освіта, охорона здоров'я та соціальна допомога — 22,2 %, виробництво — 14,3 %, роздрібна торгівля — 11,7 %, науковці, спеціалісти, менеджери — 9,3 %.